# Heliconius coralii
Heliconius coralii är en fjärilsart som beskrevs av Butler 1877. Heliconius coralii ingår i släktet Heliconius och familjen praktfjärilar. Inga underarter finns listade i Catalogue of Life.